# Symmorphus violaceipennis
Symmorphus violaceipennis är en stekelart som beskrevs av Giordani Soika 1966. Symmorphus violaceipennis ingår i släktet vedgetingar, och familjen Eumenidae. Inga underarter finns listade i Catalogue of Life.